# Аварія на шахті імені Засядька (листопад 2007)
Ава́рія на ша́хті і́мені Зася́дька — катастрофа, що сталася 18 листопада 2007 року, о 03:11 ночі на шахті імені Засядька. На пласті l1 на горизонті 1078 при проведенні робіт стався вибух метано-повітряної суміші.
Загинув 101 гірник, десятки отримали поранення.

## Перебіг подій
Усього в шахті працювало 457 гірників. 357 із них піднято на поверхню живими. Як заявив член державної комісії зі з'ясування причин Михайло Волинець, за теперішніх умов у постраждалій від вибуху лаві із тих, хто залишився у шахті ніхто не може вижити.
20 листопада, в Україні оголошено день жалоби за загиблими шахтарями. У Донецькій області 19, 20 і 21 листопада (понеділок, вівторок і середа) оголошено днями жалоби.
За фактом вибуху на шахті ім. Засядька в Донецьку порушено кримінальну справу.
1-2 грудня 2007 року на тому ж пласті сталися чергові вибухи. В результаті було вирішено закрити пласт для ведення гірничих робіт. Після третього вибуху, який стався протягом 2-х тижнів було прийнято рішення затопити 13-у лаву пласта. Роботи по затопленню почалися 3 грудня 2007 року.